# Sant Tomàs de Balaguer
Sant Tomàs de Balaguer és un poble que forma part de la comuna de Fontpedrosa, de la comarca del Conflent, des del 1822. Entre 1793 i 1822 havia format part de la comuna de Prats i Sant Tomàs juntament amb el poble veí de Prats de Balaguer, que n'era el cap.
Està situat a la zona nord-oest del terme comunal de Fontpedrosa, a l'oest del poble cap de la comuna. És a la dreta de la Tet i també a la dreta de la Riberola, que desemboca en la Tet just al nord seu. A prop seu, al sud hi ha l'establiment balneari dels Banys de Sant Tomàs i, costa amunt, al sud-est, el poble de Prats de Balaguer.
És un poble petit, organitzat pràcticament a l'entorn d'un sol carrer, amb un parell de vies travesseres molt curtes. En el poble hi ha la capella de la Mare de Déu de la Salut.